# The Road to Ruin
Pour l’article homonyme, voir The Road to Ruin (film, 1934).
Ne doit pas être confondu avec Road to Ruin.
Pour plus de détails, voir Fiche technique et Distribution.
The Road to Ruin est un film muet américain réalisé par Allan Dwan et sorti en 1913.

## Fiche technique
- Réalisation : Allan Dwan
- Durée : 10 minutes
- Genre : Drame
- Date de sortie :
  - États-Unis : 3 mai 1913

## Distribution
- J. Warren Kerrigan : Jim Hathaway
- Charlotte Burton
- Jack Richardson
- George Periolat : John Radway
- James Harrison
- William Tedmarsh
- Louise Lester